# Antonio Prieto Lucena
Antonio Prieto Lucena (ur. 13 stycznia 1974 w La Rambla) – hiszpański duchowny katolicki, biskup Alcalá de Henares od 2023.

## Życiorys

### Prezbiterat
Święcenia kapłańskie otrzymał 2 lipca 2000 i został inkardynowany do diecezji Kordoby.

### Episkopat
1 kwietnia 2023 papież Franciszek mianował go biskupem ordynariuszem diecezji Alcalá de Henares. Sakry udzielił mu 10 czerwca 2023 kardynał Carlos Osoro.